# ABC Supply Company A.J. Foyt 225 2006
ABC Supply Company A.J. Foyt 225 2006 var ett race som var den tionde deltävlingen i IndyCar Series 2006. Racet kördes den 23 juli på Milwaukee Mile. Tony Kanaan räddade det regerande mästarteamet Andretti Green Racings säsong. Sam Hornish Jr. slutade på andra plats, och utökade sin mästerskapsledning.

## Slutresultat
| Plats | Förare            | Team                     | Grid | Kvaltid |
| ----- | ----------------- | ------------------------ | ---- | ------- |
| 1     | Tony Kanaan       | Andretti Green Racing    | 4    | 21,284  |
| 2     | Sam Hornish Jr.   | Marlboro Team Penske     | 2    | 21,197  |
| 3     | Tomas Scheckter   | Vision Racing            | 8    | 21,490  |
| 4     | Danica Patrick    | Rahal Letterman Racing   | 14   | 21,586  |
| 5     | Marco Andretti    | Andretti Green Racing    | 3    | 21,273  |
| 6     | Dario Franchitti  | Andretti Green Racing    | 12   | 21,529  |
| 7     | Bryan Herta       | Andretti Green Racing    | 9    | 21,495  |
| 8     | Dan Wheldon       | Chip Ganassi Racing      | 11   | 21,500  |
| 9     | Jeff Simmons      | Rahal Letterman Racing   | 6    | 21,419  |
| 10    | Scott Dixon       | Chip Ganassi Racing      | 10   | 21,496  |
| 11    | Buddy Rice        | Rahal Letterman Racing   | 13   | 21,569  |
| 12    | Scott Sharp       | Fernández Racing         | 17   | 21,803  |
| 13    | Jeff Bucknum      | A.J. Foyt Enterprises    | 16   | 21,672  |
| 14    | Hélio Castroneves | Marlboro Team Penske     | 1    | 21,185  |
| 15    | Vitor Meira       | Panther Racing           | 5    | 21,392  |
| 16    | Ed Carpenter      | Vision Racing            | 7    | 21,463  |
| 17    | Kosuke Matsuura   | Fernández Racing         | 15   | 21,622  |
| 18    | Ryan Briscoe      | Dreyer & Reinbold Racing | 18   | 22,115  |